# Тарудант
Таруда́нт (араб. تارودانت‎) — город в Марокко, расположен в долине реки Сус, на юге страны.
Туристы посещают Тарудант при однодневной поездке по Сахаре.
Город известен своими ремёслами, ювелирными украшениями и коврами.

## История
Город был захвачен Альморавидами в 1056. Своего расцвета достиг при династии Саадитов, особенно во времена правления Мохаммед аш-Шейха. Он построил городские стены и мечеть в 1528 году. Город стал столицей империи Саадитов.
Через город стали проходить торговые пути. Торговали сахарным тростником, рисом, хлопком. В 1687 году произошла резня населения.

## Города-побратимы
- Роман-сюр-Изер (Франция, с 1994, кооперация)